# 鹿島市浜庄津町浜金屋町
鹿島市浜庄津町浜金屋町（かしましはましょうづまちはまかなやまち）は、佐賀県鹿島市にある重要伝統的建造物群保存地区。鹿島市浜町の一部、約2.0haの範囲である。

## 概要
鹿島市浜庄津町浜金屋町は、多良海道の宿場町であった肥前浜宿の一部であり、佐賀県鹿島市浜町を流れる浜川の右岸に形成されている。
近世に鹿島藩の港町として漁師や船乗りが住み始め、その後商人や鍛冶屋や大工が住み発展した在郷町である。近世末から近代にかけて建築されたくど造りの茅葺町家と桟瓦葺町家が混在し密集しており、現在も多くの漁師が生活している。
2006年7月5日、浜川の対岸にあり同じく肥前浜宿の一部である鹿島市浜中町八本木宿とともに重要伝統的建造物群保存地区に選定された。

## 重要伝統的建造物群保存地区データ
地区名称：鹿島市浜庄津町浜金屋町
種別：港町・在郷町
選定年月日：2006年7月5日
選定基準：（2）伝統的建造物群及び地割がよく旧態を保持しているもの
面積：2.0ha

## 主な建造物・施設
- 南舟津の茅葺3棟（旧中村家、旧中島家、旧池田家）
- 旧橋本家、旧筒井家
- 夷三郎の祠
- 浄立寺

## アクセス
- JR九州長崎本線肥前浜駅下車、徒歩約20分

## 周辺情報
- 鹿島市浜中町八本木宿 - 肥前浜宿の一部。重要伝統的建造物群保存地区に選定されている。
- 祐徳稲荷神社
- 蓮厳院
- 泰智寺
- 臥竜ヶ岡公園